# Carl Norborg
Carl Olof Jonatan Norborg, född den 16 april 1887 i Göteborg, död den 31 maj 1953 i Munkedal, var en svensk präst. Han var son till Lars Norborg.
Norborg avlade studentexamen i Göteborg 1907, teologisk-filosofisk examen vid Lunds universitet 1909 samt teologie kandidatexamen där 1910 och praktiskt teologiskt prov samma år. Han prästvigdes för Göteborgs stift 1911, blev vice pastor i Kville församling 1911, kapellpredikant i Fjällbacka 1913, vakanskomminister i Säve församling 1919, svensk pastor i Skagen med flera nordsjöhamnar 1921 och kyrkoherde i Foss pastorat 1924. Norborg blev ledamot av Vasaorden 1925, medlem av samfundet Pro fide et christianismo 1936 och ledare av Västsvenska kyrkfolkets Finlandshjälp 1940. Han blev prost honoris causa 1947 och promoverades till teologie doktor vid Helsingfors universitet 1948. Norborg utgav 1936 års psalmboksförslag – En granskning (1936) och Arvet från Schartau – Minnen och tankar (1951).